# Глутарова киселина
Глутаровата киселина е органично съединение с формула HOOC(CH2)3COOH. Солите и естерите на киселината се наричат глутарати. Отнася се към групата на наситените дикарбоксилни киселини.

## Биологична роля
Глутарова киселина се образува в тъканите при катаболизма (разграждането) на аминокиселините лизин, хидроксилизин и триптофан. Генетичното нарушаване на този метаболитен път предизвиква разстройство, известно като глутарова ацидемия тип 1 (глутарова ацидурия тип 1). При това автозомно рецесивно заболяване в тялото се натрупват глутарова киселина, глутарил-коензим А, 3-хидроксиглутарова и глутаконова киселини. Това уврежда нервната тъкан и води до енцефалопатия.
Алфа-кетоглутаровата киселина (алфа-кетоглутарат) е карбоксилна киселина, производна на глутаровата киселина, промеждутъчно съединение в цикъла на Кребс.

## Получаване и употреба
Технически се получава след окисляване на циклопентанон с азотна киселина и ванадиев(V) оксид.

## Безопасност
Глутаровата киселина дразни кожата и очите. Може да навреди при поглъщане и вдишване.

## Външни източници
- Глутарова киселина. Glutaric acid. Cameo Chemicals. NOAA